# Sydney Chapman
Sydney Chapman (Eccles, 29. siječnja 1888. – Boulder, SAD, 16. lipnja 1970.), britanski geofizičar i matematičar. Profesor matematike u Londonu i Oxfordu, predavao i na mnogim sveučilištima u svijetu. Istraživao je kinetičku teoriju plinova, geomagnetizam i fiziku atmosfere, posebno atmosferskog ozona, na Opservatoriju za velike visine u Boulderu (Colorado, SAD), otkrio fotokemijski mehanizam koji dovodi do stvaranja ozonskoga sloja (1930.). Istražujući polarnu svjetlost (1951. – 1970.) predvidio postojanje Zemljine magnetosfere. Po njem je nazvan krater na Mjesecu (Chapman (krater)).

## Chapmanov ozonski ciklus
Chapmanov ozonski ciklus je postupak kojim se ozon stalno obnavlja u Zemljinoj stratosferi, pretvarajući Sunčevo ultraljubičasto zračenje u toplinu. 1930. engleski geofizičar Sydney Chapman je riješio taj kemijski postupak. Ozon u stratosferi nastaje uglavnom djelovanjem ultraljubičastog zračenja sa Sunca, koje reagira s dvoatomnim kisikom O2:
O3 + foton (UV zračenje  < 240 nm) → O2  + O
Jednoatomni kisik odmah reagira s dvoatomnim kisikom da stvori ozon:
O2 + O + M → O3 + M
Molekule ozona koje su stvorene na taj način, upijaju ultraljubičasto zračenje sa Sunca valnih duljina između 240 i 310 nm, razbijajući triatomsku molekulu ozona u dvoatomnu molekulu kisika i jedan slobodni atom kisika:
O3 + (240 nm < UV zračenje < 310 nm) → 2 O2 + O
Slobodni atom kisika odmah reagira s dvoatomnom molekulom kisika da stvori ozon:
O + O2 + M → O3 + M
Gdje je “M” katalizator koji prenosi višak energije iz kemijske reakcije. Na taj način, kemijska energija koja se oslobađa kada O i O2 reagiraju, pretvara se u kinetičku energiju molekularnog kretanja. Cijeli ciklus omogućuje pretvaranje UV zračenja sa Sunca u toplinu, bez gubitka ozona. Ovaj ciklus omogućuje ravnotežu ozonskog omotača, koji štiti Zemlju od UV zračenja (UVB i UVC), štetnog za većinu živih bića. To je i jedan od glavnih izvora topline u stratosferi, koja je toplija od gornjih slojeva troposfere.